# اچ‌ام‌اس ویرل‌وایند (دی۳۰)
اچ‌ام‌اس ویرل‌وایند (دی۳۰) (به انگلیسی: HMS Whirlwind (D30)) یک زیردریایی است که طول آن ۳۰۰ فوت (۹۱ متر) می‌باشد. این زیردریایی در سال ۱۹۱۷ ساخته شد.